# 935
| 935                |
| ------------------ |
| Dødsfald - Fødsler |
|                    |

| Gregoriansk kalender | 935 CMXXXV              |
| Ab urbe condita      | 1688                    |
| Armensk kalender     | 384 ԹՎ ՅՁԴ              |
| Kinesiske kalender   | 3631 – 3632 甲午 – 乙未 |
| Etiopisk kalender    | 927 – 928               |
| Jødisk kalender      | 4695 – 4696             |
| Hindukalendere       |                         |
| - Vikram Samvat      | 990 – 991               |
| - Shaka Samvat       | 857 – 858               |
| - Kali Yuga          | 4036 – 4037             |
| Iransk kalender      | 313 – 314               |
| Islamisk kalender    | 323 – 324               |

Se også 935 (tal)

## Begivenheder
28. september - den böhmiske prins Wenceslas myrdes på vej til messe af blandt andre sin egen broder. I 985 udnævnes han til skytshelgen for Tjekkoslovakiet for sin store indsats for indførelse af kristendommen

## Født
- Mieszko d. 1., der regnes som de facto grundlægger af Polen (død 992.)